# Pelargonium rodneyanum
Pelargonium rodneyanum är en näveväxtart som beskrevs av John Lindley. Pelargonium rodneyanum ingår i släktet pelargoner, och familjen näveväxter. Inga underarter finns listade i Catalogue of Life.